# Gijsbregt Brouwer
Gijsbregt Brouwer (Rotterdam, 2 september 1974) is een voormalig Nederlandse langlaufer en rolskiër. Anno 2006 is hij sportcommentator voor het langlaufen en de noordse combinatie bij Eurosport.

## Biografie
Gijsbregt Brouwer werd geboren als zoon van George Brouwer en Marja Brouwer-Visser in Rotterdam. Tijdens een wintersportvakantie met zijn ouders komt Gijsbregt voor het eerst in aanraking met langlaufen. Gijsbregt lijkt een talent te zijn hetgeen ontdekt wordt door zijn vader. Na als kind meegedaan te hebben aan wedstrijdjes, uiteindelijk te winnen bij de pupillen en later de junioren wordt Gijsbregt op zijn 13e opgenomen in de Nederlandse jeugdselectie. Hij doet mee aan wereldkampioenschappen voor junioren en wereldbekerwedstrijden. Gijsbregt is een groot aantal keer Nederlands kampioen geweest. Op de rolski is hij Europees kampioen geweest in 1992 en Wereldkampioen in 1993. Gijsbregt werd gecoacht door George Brouwer, Rita van Driel, Sidney Teeling en door de Tsjechische coaches Jirka Blaha en Gustav Sturm.
Naast het sporten heeft Gijsbregt ook een opleiding gevolgd, en in 1992 haalt hij zijn gymnasiumdiploma en start met de studie bedrijfseconomie. In 1997 studeert hij ook nog psychologie en sociologie aan de NTNU in het Noorse Trondheim.
Na zijn eigen sportcarrière blijft Gijsbregt zich bezighouden met topsport. Hij schrijft artikelen voor het Algemeen Dagblad, Ski Magazine en Snow life. Tijdens zijn deelname aan het WK in Trondheim, springt Gijsbregt bij als sportcommentator van Eurosport. In 1998 was hij voor het eerst in vaste dienst te horen op Eurosport tijdens de Olympische Winterspelen 1998 in Nagano.
Dat hij zelf aan de langlaufsport heeft gedaan werkt in zijn voordeel bij het becommentariëren van de wedstrijden, doordat hij kennis heeft van de atleten, het materiaal de tactiek en de regels.

## Resultaten Rolski
- 1992 – 3x goud op het EK Rolski in Heerlen en 's Gravendeel.
- 1993 – Zilver op het 1e officieuze Wereldkampioenschap Rolski in Den Haag bij de estafette jongens junioren.
- 1994 – Goud op het EK Rolski bij de estafette jongens junioren.
- 1994 – Brons op de World Games Rolski in Flen met de estafette jongens junioren.
- 1996 – Brons op de World Games Rolski in Zánka voor de mannen teamrace.
- 1997 – Goud op de World Games Rolski in Geyer voor de mannen teamrace.
- 1998 – Brons op de World Games Rolski in Pinzolo voor de mannen estafette.

### Medailletabel
| resultaten  | 1998  | 1997 | 1996  | 1995 | 1994  | 1993   | 1992               |
| ----------- | ----- | ---- | ----- | ---- | ----- | ------ | ------------------ |
| EK Rolski   | -     | -    | -     | -    | Goud  | -      | Goud · Goud · Goud |
| WK Rolski   | -     | -    | -     | -    | -     | Zilver | -                  |
| World Games | Brons | Goud | Brons | -    | Brons | -      | -                  |